# Socialistisch Instituut voor Radio en Televisie
Het Socialistisch Instituut voor Radio en Televisie (SIRT) was een Belgisch organisatie.

## Historiek
De organisatie werd opgericht op 12 oktober 1961 op initiatief van Richard Declerck als tegenhanger van het Katholiek Centrum voor Radio en TV. Ze had initieel als doel om een socialistisch en vrijzinnig tegengewicht te vormen binnen de BRT met betrekking tot programmatie, personeelsaanwerving en het organiseren van vormingen. Er werd nauw samengewerkt met de Socialistische Omroep, het Emile Vandervelde Instituut en het Amsab-Instituut voor Sociale Geschiedenis.
Vanaf medio de jaren 80 kwam de nadruk te liggen op een meer algemeen vormings- en informatiecentrum. In 1983 werd gestart met de uitbouw van een media-archief en in 1985 werd in de schoot van de organisatie de Werkgroep Kunstenaars-Socialistische Beweging opgericht waarmee het werkingsgebied werd verruimd tot de ganse culturele sector. Op 1 juli 1986 werd het SIRT erkent door de overheid als vormingsinstelling. 
Op 4 december 1997 werd het SIRT ontbonden.

## Voorzitters
| Tijdspanne  | Voorzitter      |
| ----------- | --------------- |
| 1966 - 1970 | Jef Ramaekers   |
| ...         |                 |
| 1987 - ...  | Willy Calewaert |